# Caracasia
Caracasia é um género botânico pertencente à família Marcgraviaceae.